# Scambus designatus
Scambus designatus là một loài tò vò trong họ Ichneumonidae.